# القوات المسلحة الأيرلندية
القوات المسلحة الأيرلندية وتسمى في ايرلندا باسم قوات الدفاع وهي القوات الرسمية التي تحمي جمهورية أيرلندا وتتألف من القوات البرية الأيرلندية والقوات البحرية والقوات الجوية والجيش الإحتياطي والخدمة البحرية الإحتياطية، تأسست هذه القوات في سنة 1924 والقائد الأعلى لهذهِ القوات هو رئيس جمهورية أيرلندا والمسؤول الأول عن قيام المُهمات هو وزير الدفاع في الحكومة الأيرلندية، يَبلُغُ عَدَد القوات المسلحة 55,761 جندي، أيرلندا كانت من الدول التي أرسلت قواتها لأجل حفظ السلام في الحدود بين لبنان وإسرائيل وسوريا والتي كانت تَحتَ إشراف الأمم المتحدة.